# Bonobo (musiker)

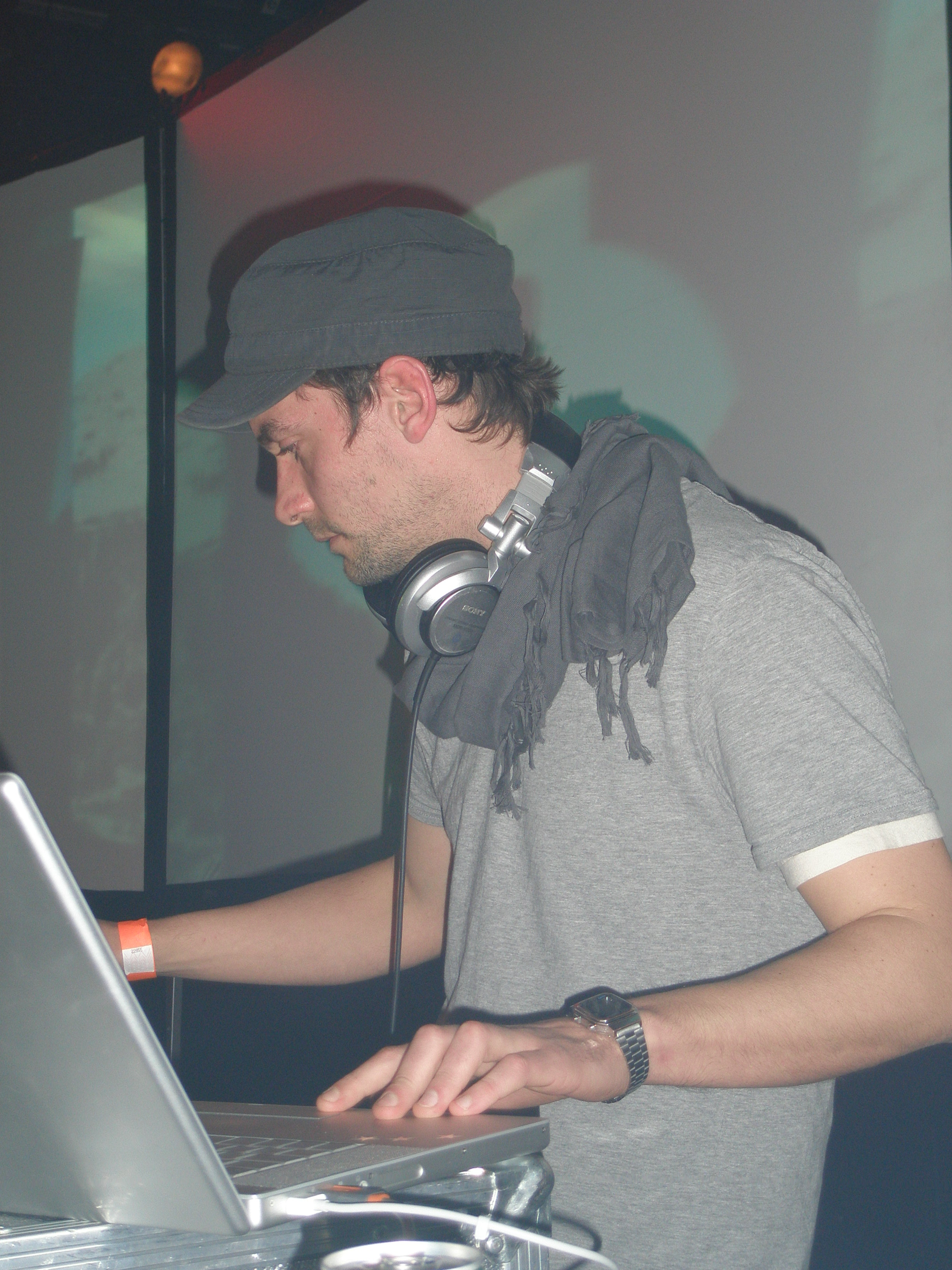
Bonobo

Bonobo är artistnamnet på Simon Green, en engelsk musiker och DJ. Han är född 30 mars 1976.
Bonobo har sedan 2001 kontrakt med skivbolaget Ninja Tune, men har tidigare även blivit utgiven av Tru Thoughts.

## Stil
Bonobo gör främst sin musik genom att sampla små delar av andra artisters låtar för att sedan klippa ihop dem till en egen låt. Men när han uppträder live spelar han ofta ihop med ett liveband. Musiken han producerar kan klassas som triphop/lounge/downtempo/chillout.

## Diskografi
- 2000 – Animal Magic (Tru Thoughts)
- 2003 – Dial 'M' for Monkey (Ninja Tune)
- 2006 – Days to Come (Ninja Tune)
- 2010 – Black Sands (Ninja Tune)
- 2013 – The North Borders (Ninja Tune)
- 2017 – Migration (Ninja Tune)
- 2022 – Fragments (Ninja Tune)